# Себастьян Жорж
Себастьян Жорж (фр. Sebastian George,   середина XVIII століття - 1796) — народився у м. Майнц. Композитор, клавірист і капельмейстер, що з'явився не пізніше 1767 року в Москві. У 70-х роках переселився в Петербург, де відкрив крамницю з продажу нот, музичних інструментів і "найчистішого рейнвейну". У 1775 році Жорж опублікував в Лондоні 6 сонат для клавіру зі скрипкою. 
У 1780 році він поставив їм же написану комічну оперу «Матроські жарти» на лібрето П.І.Фонвізіна, брата Д.І.Фонвізіна. Лібрето видано при друкарні Новікова. Опера була поставлена в Петровському Театрі в Москві. У 1782 і 1783 роки Жорж організував два великих авторських концерти в Москві. З 1783 по 1793 роки Жорж з сім'єю подорожував по Європі, зокрема в Карлсруе, де його донька вчилася грі на скляній гармоніці. У 1796 році син Жоржа видав ряд творів батька: 12 легких сонат для фортепіано і для фортепіано зі скрипкою ad libitum та варіації для фортепіано на російські теми. 
Спадщина Жоржа становить близько двох десятків оркестрових симфоній, концертних симфоній, фортепіанний концерт, близько 20 струнних квартетів, квінтети, тріо. 